# Армения на «Детском Евровидении — 2022»
Армения принимала у себя «Детское Евровидение — 2022», которое прошло 11 декабря 2022 года в Ереване. На конкурсе страну представила Наре с песней «DANCE!». Она заняла второе место, набрав 180 баллов.

## До «Детского Евровидения»

### Выбор представителя
13 июля 2022 года было объявлено, что представитель будет выбран путём прослушивания, состоящего из двух туров, где участникам было необходимо исполнить живую кавер-версию двух разных песен. В первом туре приняло участие более 100 детей, и 30 из них прошли участие во второй тур, где и был определён представитель. Представителя определило жюри, состоящее из 5 человек: Давид Церунян, Анушик Тер-Гукасян, Лилит Навасардян, Далита (Представительница Армении на «Детском Евровидении — 2011») и Роза Линн (Представительница Армении на «Евровидении-2022»). В конце концов, 28 октября 2022 года, было объявлено, что Наре представит Армению на «Детском Евровидении — 2022».

### Выбор песни
Песня Наре для «Детского Евровидения — 2022», под названием «DANCE!», была представлена 12 ноября 2022 года.

## На «Детском Евровидении»
Финал конкурса транслировал телеканал Армения 1, комментаторами которого были Гамлет Аракелян и Грачуи Утмазян, а результаты голосования армянского жюри объявила Малена. Наре выступила под пятнадцатым номером — после Сербии и перед Украиной, и заняла второе место, набрав 180 баллов.

### Раздельные результаты голосования
| Раздельные результаты голосования Армении | Раздельные результаты голосования Армении | Раздельные результаты голосования Армении | Раздельные результаты голосования Армении | Раздельные результаты голосования Армении | Раздельные результаты голосования Армении | Раздельные результаты голосования Армении | Раздельные результаты голосования Армении | Раздельные результаты голосования Армении | Раздельные результаты голосования Армении |
| №                                         | Страна                                    | Член жюри A                               | Член жюри B                               | Член жюри C                               | Член жюри D                               | Член жюри E                               | Место                                     | Баллы                                     |                                           |
| ----------------------------------------- | ----------------------------------------- | ----------------------------------------- | ----------------------------------------- | ----------------------------------------- | ----------------------------------------- | ----------------------------------------- | ----------------------------------------- | ----------------------------------------- | ----------------------------------------- |
| 1                                         | Нидерланды                                | 7                                         | 2                                         | 3                                         | 7                                         | 7                                         | 5                                         | 6                                         |                                           |
| 2                                         | Польша                                    | 4                                         | 5                                         | 4                                         | 4                                         | 5                                         | 4                                         | 7                                         |                                           |
| 3                                         | Казахстан                                 | 12                                        | 9                                         | 11                                        | 12                                        | 13                                        | 11                                        |                                           |                                           |
| 4                                         | Мальта                                    | 6                                         | 10                                        | 13                                        | 6                                         | 11                                        | 8                                         | 3                                         |                                           |
| 5                                         | Италия                                    | 14                                        | 6                                         | 10                                        | 14                                        | 10                                        | 10                                        | 1                                         |                                           |
| 6                                         | Франция                                   | 2                                         | 4                                         | 1                                         | 2                                         | 4                                         | 2                                         | 10                                        |                                           |
| 7                                         | Албания                                   | 15                                        | 13                                        | 15                                        | 15                                        | 15                                        | 15                                        |                                           |                                           |
| 8                                         | Грузия                                    | 1                                         | 3                                         | 5                                         | 1                                         | 1                                         | 1                                         | 12                                        |                                           |
| 9                                         | Ирландия                                  | 9                                         | 11                                        | 8                                         | 9                                         | 9                                         | 9                                         | 2                                         |                                           |
| 10                                        | Северная Македония                        | 10                                        | 12                                        | 12                                        | 10                                        | 14                                        | 13                                        |                                           |                                           |
| 11                                        | Испания                                   | 5                                         | 1                                         | 2                                         | 5                                         | 2                                         | 3                                         | 8                                         |                                           |
| 12                                        | Великобритания                            | 3                                         | 7                                         | 7                                         | 3                                         | 6                                         | 6                                         | 5                                         |                                           |
| 13                                        | Португалия                                | 8                                         | 8                                         | 6                                         | 8                                         | 3                                         | 7                                         | 4                                         |                                           |
| 14                                        | Сербия                                    | 11                                        | 15                                        | 9                                         | 11                                        | 12                                        | 12                                        |                                           |                                           |
| 15                                        | Армения                                   |                                           |                                           |                                           |                                           |                                           |                                           |                                           |                                           |
| 16                                        | Украина                                   | 13                                        | 14                                        | 14                                        | 13                                        | 8                                         | 14                                        |                                           |                                           |

### Голосование
| Баллы                                                   | Страна                                       |
| ------------------------------------------------------- | -------------------------------------------- |
| 12 баллов                                               | Испания Казахстан Северная Македония Франция |
| 10 баллов                                               | Ирландия                                     |
| 8 баллов                                                | Великобритания Сербия Украина                |
| 7 баллов                                                | Португалия                                   |
| 6 баллов                                                |                                              |
| 5 баллов                                                | Албания Грузия Нидерланды                    |
| 4 балла                                                 | Мальта                                       |
| 3 балла                                                 |                                              |
| 2 балла                                                 | Польша                                       |
| 1 балл                                                  |                                              |
| Армения получила 70 баллов по итогам онлайн-голосования |                                              |

| Баллы     | Страна         |
| --------- | -------------- |
| 12 баллов | Грузия         |
| 10 баллов | Франция        |
| 8 баллов  | Испания        |
| 7 баллов  | Польша         |
| 6 баллов  | Нидерланды     |
| 5 баллов  | Великобритания |
| 4 балла   | Португалия     |
| 3 балла   | Мальта         |
| 2 балла   | Ирландия       |
| 1 балл    | Италия         |